# Csangpaj
A Csangpaj (Changbai) vagy Csangbek hegység Kína és Észak-Korea határán. A hegylánc az északkelet-kínai Csilin (Jilin) és Liaoning tartományoktól az észak-koreai Rjanggang és Csagang tartományokig nyúlik. Legtöbb csúcsa meghaladja a 2000 méteres magasságot. Legmagasabb csúcsa a Pektu-hegy.
A hegylánc a szülőhelye a mítoszok szerint Bukūri Yongšonnak, a Nurhaci és Aisin Gioro császári családok ősének, mely utóbbiak a mandzsu állam és a kínai Csing-dinasztia alapítói voltak.